# 阿肯色州第一國會選區
阿肯色州第一國會選區是美国阿肯色州四個國會選區之一。該選區是阿肯色州共和黨人數最多的選區，該州國會代表團全是共和黨人。